# 제니퍼 오델
제니퍼 오델(Jennifer O'Dell, 1974년 11월 27일 ~ )은 미국의 배우이다.
리지크레스트에서 태어났다.

## 출연 작품
- 로스트 골드 오브 칸 (2011년)
- 세컨드 타임 (2010년)
- 블랙 위도우 (2010년)
- 맨 후 케임 백 (2008년)
- 세이빙 사라 케인 (2007년)
- 잃어버린 세계 (1999년)
- 베스파 (1999년)
- 레니게이드 (1992년)

### 텔레비전
- 비버리힐즈의 아이들 (1990년)
- Out of Practice (2005년)